# Synchronicity
Synchronicity — пятый и последний студийный альбом английской рок-группы The Police, выпущенный 17 июня 1983 года на лейбле A&M Records. Самый успешный релиз группы, альбом включает хитовые синглы «Every Breath You Take», «King of Pain», «Wrapped Around Your Finger» и «Synchronicity II». Название альбома и большая часть материала для песен были вдохновлены книгой Артура Кёстлера «Корни совпадений». На церемонии вручения премии «Грэмми» в 1984 году альбом был номинирован на пять наград, включая «Альбом года», и выиграл три. На момент выхода альбома и после гастролей популярность Police была настолько высока, что, по мнению BBC и The Guardian, они были «самой крупной группой в мире».
Synchronicity достиг первого места в чарте альбомов Великобритании и в американском Billboard Top LPs & Tape, а в США было продано более восьми миллионов копий. Альбом получил широкое признание критиков. Похвалы были сосредоточены на его слаженном слиянии разрозненных жанров и звуковых экспериментах. Rolling Stone описал «каждую композицию Synchronicity [как] не просто песню, а миниатюрный, дискретный саундтрек». Впоследствии альбом был включён в списки журнала «100 лучших альбомов восьмидесятых» и «500 величайших альбомов всех времён». В 2009 году Synchronicity был включён в Зал славы «Грэмми».

## Запись
Название альбома было навеяно книгой Артура Кёстлера «Корни совпадений». Лидер группы Стинг был заядлым читателем Кёстлера и назвал предыдущий альбом Police Ghost in the Machine в честь одной из его работ.
Альбом ознаменовал значительное уменьшение влияния регги, которое было характерно для первых четырёх альбомов группы, вместо этого он отличался сложными текстурами и свободным использованием синтезаторов, которые, порой, определяли целые песни («Synchronicity I», «Wrapped Around Your Finger»). Влияние этнической музыки также можно услышать в таких песнях, как «Tea in the Sahara» и «Walking in Your Footsteps». В отличие от предыдущего альбома группы, Ghost in the Machine, песни гораздо более простые, с меньшим количеством наложений, что больше соответствует атмосфере трио и эстетике группы «меньше — значит больше». Стинг объясняет:
"Мне понравилось записывать Ghost in the Machine и играть со студийными инструментами, просто создавая вещи и накладывая больше вокала. Отличное развлечение. Но, слушая его, я подумал. "Эй, мой голос сам по себе звучит так же хорошо, как пятнадцать овердабов, так что я попробую сделать его сам по себе". И я уже немного поработал с саксофоном, он мне надоел; а Энди был не прочь просто наложить одну гитарную партию. Я рад, что мы сделали "Ghost". Я не жалею об этом. Но пришло время снова сменить режим"
Как и в случае с Ghost in the Machine, запись Synchronicity проходила в течение шести недель в студии AIR Studios на Монтсеррате с декабря 1982 года. Три участника группы записывали основные треки вживую в разных комнатах: Стюарт Коупленд с барабанами в столовой (соединённой с комнатой управления посредством видеосвязи), Стинг в комнате управления, а гитарист Энди Саммерс в самой студии. По словам сопродюсера и звукорежиссёра Хью Пэдхам, это было сделано по двум причинам: для получения наилучшего звучания каждого инструмента и «по социальным причинам». Стинг объяснил, как эта схема работает для него:
"В моём случае это потому, что нет ничего хуже, чем слушать бас через наушники. По сути, это звучит как пуканье лягушки. Я играю гораздо лучше, когда звук, выходящий из инструмента, насыщенный и тёплый. Если бы мы играли вместе в одной комнате, мы бы не смогли услышать ничего, кроме барабана, потому что гитарист должен иметь большую громкость, чтобы достичь определённого уровня искажений, страсти или эмоций. Я играю в студии рядом со звукорежиссером  [Хью Пэдхамом], поэтому я могу слышать, как инструменты сбалансированы и смикшированы примерно так, как они будут звучать на записи".
Во время записи вживую группа делала несколько дублей каждой песни. Вместе они с Пэдхамом прослушивали каждый дубль и выбирали лучшие фрагменты. Эти лучшие фрагменты редактировались вместе, чтобы сделать «мастер-бэк-трек», на который они записывали овердабы (включая вокал, который часто сбивался, чтобы освободить место для других овердабов на 24-дорожечной записи).
Во время записи песни «Every Breath You Take» Стинг и Коупленд разругались между собой, и Пэдхам едва не оставил проект. Первоначально песню пытались записать живым методом, но из-за множества неудачных дублей песню пришлось собирать полностью из овердабов — даже все партии ударных были записаны отдельно.
На этом альбоме Стинг впервые использовал секвенсор, который в значительной степени использовался в композициях «Walking in Your Footsteps» (говорят, что это первый трек, который он запрограммировал с его помощью) и «Synchronicity I». Это был секвенсор Oberheim DSX, который Стингу, похоже, нравилось доводить до предела, и он сравнивал его с HAL в фильме «2001 год: космическая одиссея».
Окончательный овердаб и сведение были сделаны в течение двух недель в Le Studio в Морин-Хайтс с середины января по февраль 1983 года с использованием консоли SSL. Саммерс так описывал переход от записи к сведению:
Только после того, как мы взяли неделю отпуска [после записи альбома на Монтсеррате] и начали слушать его в Канаде, почти впервые, мы поняли, что он хорош. Когда вы записываетесь, в вашей голове проносится ужасное, ужасное сомнение — «мы просто не можем больше этого делать». Это невероятно. Потом ты наконец выходишь из студии, и все это начинает жить своей собственной жизнью.
В интервью журналу Studio Sound Пэдхам рассказал о распорядке дня во время микширования: по утрам он делал большую часть работы по микшированию, пока группа каталась на лыжах, затем они возвращались в студию, чтобы помочь доработать микс и предложить несколько изменений — на микширование каждой песни обычно уходил день или около того. Однако в более поздних интервью он вспоминал, что из-за напряжённости в группе, по крайней мере, один участник группы присутствовал в студии, в то время как другой(ие) катался на лыжах.

## Обложка
Оригинальная обложка альбома, придуманная Джеффом Айероффом и Норманом Муром, состояла из серии фотографий, наложенных на прозрачные горизонтальные полосы синего, красного и жёлтого цветов. Альбом был выпущен в 36 вариантах, с различным расположением цветных полос и с различными фотографиями участников группы, сделанными Дуэйном Михалсом. В наиболее распространённом варианте Стинг читает экземпляр книги Карла Юнга «Синхронистичность» вместе с наложенным негативным изображением фактического текста гипотезы синхронистичности. Фотография на задней обложке также показывает крупным планом, но зеркально отражённое и перевёрнутое изображение книги Юнга.
Оригинальный виниловый релиз был отпечатан на аудиофильском виниле, который выглядит чёрным, как большинство пластинок, но на самом деле фиолетовый, если поднести его к свету.

## Релиз
В Великобритании Synchronicity был выпущен 17 июня 1983 года. Альбом был издан на LP, CD и кассете. Synchronicity дебютировал на первом месте в UK Albums Chart и провёл две недели на первой позиции. В Соединённых Штатах альбом возглавил Billboard Top LPs & Tape в конце июля и в итоге провёл 17 недель подряд на первом месте в чарте, прервав доминирование Thriller Майкла Джексона.
Альбом был переиздан в виде ремастированного золотого CD в 1989 году Mobile Fidelity Sound Lab, а также на SACD в 2003 году.
29 мая 2024 года, спустя 41 год после оригинального релиза, было объявлено, что 26 июля выйдет подарочный бокс-сет из 6 CD (плюс бокс-сет из 4 LP, LP с картинками, 2 CD и 2 LP на цветном виниле), чтобы отметить 40-ю годовщину Synchronicity. Это будет первый раз, когда какой-либо материал группы получит подарочную обработку, с различными изданиями, содержащими до 55 ранее не издававшихся треков, включая все оригинальные 7” / 12” би-сайды, а также 11 эксклюзивных бонус-треков, не входящих в альбом, 36 демо или ранних миксов, а также живое выступление из сопровождающего тура. Бокс-сет был выпущен 26 июля 2024 года.

## Отзывы критиков
| Оценки критиков               | Оценки критиков |
| Источник                      | Оценка          |
| ----------------------------- | --------------- |
| AllMusic                      | [ 1 ]           |
| The Baltimore Sun             | [ 22 ]          |
| Chicago Tribune               | [ 23 ]          |
| Creem                         | без оценки      |
| The Great Rock Discography    | [ 25 ]          |
| Mojo                          | [ 26 ]          |
| MusicHound                    | [ 27 ]          |
| Q                             | [ 28 ]          |
| Rolling Stone                 | [ 5 ]           |
| The Rolling Stone Album Guide | [ 29 ]          |
| The Sacramento Bee            | [ 30 ]          |
| Smash Hits                    | 9/10            |
| Sound & Vision                | без оценки      |
| Trouser Press                 | без оценки      |
| The Village Voice             | (B+)            |

Профессиональные музыкальные критики во время выхода альбома и после него отзывались о нём в основном положительно. Ричард Кук из NME назвал Synchronicity «записью настоящей страсти, которую невозможно расшифровать», и выразил мнение, что «хотя [альбом] увеличивает разницу между Стингом, Саммерсом и Коуплендом, он также развивает группу до уникального состояния: мега-группа, играющая блестящие эксперименты на фоне деки огромной аудитории. Это звук группы, распадающейся и собирающейся вместе, широкоэкранная драма с очарованием на молекулярном уровне. В некоторых произведениях интуитивный гений поп-музыки сочетается с намеренно плотной оркестровкой с такой силой, что это ошеломляет. Временами это сенсационно».
В журнале Melody Maker Адам Свитинг был менее восторжен, сказав: «Я полагаю, что поклонники этого чрезвычайно проницательного трио найдут много интересного для себя, и действительно, Стинг посеял всевозможные загадочные подсказки и послания в своих песнях… Однако, как бы впечатляюще ни звучали фрагменты Synchronicity, я никогда не смогу влюбиться в группу, которая так тщательно планирует свои действия и никогда не делает ничего просто так».
Рецензируя переиздание 2003 года, Дэвид Бакли из Mojo заявил, что «Synchronicity […] уже был, по проверенным временем словам рок-журналистов, „работой распадающейся единицы“, но 20 лет спустя он хорошо держится вместе». Хотя рецензент AllMusic Стивен Томас Эрлевайн отметил, что, по его мнению, между первой и второй половинами альбома существует явный разрыв в качестве, он заключил, что «первоклассный поп» второй половины относится к лучшим работам Стинга, а также иллюстрирует, «что он был готов оставить Police позади для сольной карьеры, что он и сделал».
Трек «Mother» вызвал споры, многие, кто не понимал смысла песни, говорили, что это худший трек на Synchronicity. Энди Саммерс, написавший песню, объясняет, почему она была включена в альбом: «У всех нас есть свои семейные ситуации, и у меня была довольно интенсивная мама, которая уделяла мне большое внимание. Я был как бы „золотым ребёнком“, и вот я исполнил все её мечты, став поп-звездой в группе The Police. Я испытывал определённое давление с её стороны. Она не тяжёлая — она была написана как бы с иронией, чтобы быть вроде бы смешной, но сумасшедшей. Она немного вдохновлена Капитаном Бифхартом. Это что-то очень необычное. Это было очень причудливо — я думаю, это напугало звукозаписывающую компанию. Когда альбом вышел, на нас смотрела вся пресса мира и говорила о нём. Появились рецензии, и об этой песне писали так много, потому что это было так необычно и так смело, потому что группа имела такой большой коммерческий успех».
Во время рецензирования альбома Synchronicity Стивен Холден из Rolling Stone описал «Mother» так: «Коррозийно смешная „Mother“ превращает романтическую материнскую привязанность Джона Леннона в мрачную дадаистскую шутку».

### Признание
В опросе читателей Rolling Stone 1983 года Synchronicity был признан «альбомом года». Он был признан пятым лучшим альбомом 1983 года в опросе критиков Pazz & Jop, проведённом The Village Voice в конце года. На церемонии вручения премии «Грэмми» в 1984 году Synchronicity получил награду за лучшее рок-исполнение дуэта или группы с вокалом, а также был номинирован на «Альбом года». «Every Breath You Take» получила награды за «Песню года» и «Лучшее поп-исполнение дуэта или группы с вокалом», а также была номинирована на «Запись года».
В 1989 году Synchronicity занял 17-е место в списке 100 лучших альбомов 1980-х годов по версии Rolling Stone. Pitchfork поставил пластинку на 55-е место в списке 100 лучших альбомов десятилетия 2002 года. В 2006 году Q поставил Synchronicity на 25-е место в списке 40 лучших альбомов десятилетия. 25 в списке 40 лучших альбомов 1980-х. В 2016 году Paste поставил Synchronicity на шестое место в списке 50 лучших альбомов новой волны, и на 17-е место в списке 50 лучших альбомов пост-панка.
Synchronicity неоднократно фигурировал в рейтингах величайших альбомов всех времён. В 2000 году он был включён под номером 91 в книгу Virgin «1000 лучших альбомов всех времён». В 2003 году Synchronicity занял 455-е место в списке 500 величайших альбомов всех времён по версии Rolling Stone; альбом также обновлял список в 2012 году (под номером 448) и в 2020 году (номер 159). В 2010 году электронное издание Consequence of Sound назвало его 37-м лучшим альбомом всех времён. Synchronicity занял 50-е место в списке «100 величайших альбомов рок-н-ролла» канала VH1 в 2001 году, и 65-е место в списке «100 величайших альбомов» канала Channel 4 в 2005 году. В 2007 году Зал славы рок-н-ролла составил список альбомов «The Definitive 200», в котором Synchronicity занял 119-е место. В 2009 году Synchronicity был включён в Зал славы «Грэмми». В 2013 году он занял 13-е место в списке «100 любимых альбомов» радиостанции BBC Radio 2, в опросе приняли участие более 100 000 человек. Synchronicity был включён в книгу «1001 альбом, который вы должны услышать до смерти».

## Список композиций
Слова и музыка всех песен — Стинга, кроме отмеченных.
| №  | Название                    | Автор(ы)        | Длительность |
| -- | --------------------------- | --------------- | ------------ |
| 1. | «Synchronicity I»           |                 | 3:23         |
| 2. | «Walking in Your Footsteps» |                 | 3:36         |
| 3. | «O My God»                  |                 | 4:02         |
| 4. | «Mother»                    | Энди Саммерс    | 3:05         |
| 5. | «Miss Gradenko»             | Стюарт Коупленд | 2:00         |
| 6. | «Synchronicity II»          |                 | 5:00         |

| №                   | Название                                                    | Автор(ы)            | Длительность |
| ------------------- | ----------------------------------------------------------- | ------------------- | ------------ |
| 7.                  | «Every Breath You Take»                                     |                     | 4:13         |
| 8.                  | «King of Pain»                                              |                     | 4:59         |
| 9.                  | «Wrapped Around Your Finger»                                |                     | 5:13         |
| 10.                 | «Tea in the Sahara»                                         |                     | 4:11         |
| 11.                 | «Murder by Numbers» (бонус-трек на кассетном и CD-изданиях) | Саммерс Стинг       | 4:36         |
| Общая длительность: | Общая длительность:                                         | Общая длительность: | 44:18        |

## Участники записи
Список составлен в соответствии с данными конверта британского издания пластинки.
The Police:
- Стинг
- Энди Саммерс
- Стюарт Коупленд

Производственный персонал:
- Хью Пэдхам — продюсер, звукорежиссёр
- Рената Блауэл — ассистент звукорежиссёра (AIR Montserrat, не указан)[56]
- Робби Уилан — ассистент звукорежиссёра (Le Studio, не указан)[57]
- The Police — продюсирование
- Боб Людвиг — мастеринг-инженер[англ.]
- Джефф Айерофф[англ.] — художественное руководство, дизайн
- Норман Мур — художественное руководство, дизайн
- Дуэйн Мичелс[англ.] — фотография

## Позиции в хит-парадах
| Хит-парад (1983—1984)               | Высшая позиция |
| ----------------------------------- | -------------- |
| Австралия (Kent Music Report)       | 1              |
| Австрия (Ö3 Austria)                | 11             |
| Великобритания (UK Albums Chart)    | 1              |
| Испания (PROMUSICAE)                | 1              |
| Италия (Musica e dischi)            | 1              |
| Канада (RPM Top Albums/CDs)         | 1              |
| Нидерланды (Album Top 100)          | 2              |
| Новая Зеландия (RMNZ)               | 1              |
| Норвегия (VG-lista)                 | 3              |
| США (Billboard 200)                 | 1              |
| Швейцария (Schweizer Hitparade)     | 15             |
| Швеция (Sverigetopplistan)          | 4              |
| Финляндия (Suomen virallinen lista) | 5              |
| ФРГ (Offizielle Top 100)            | 4              |
| Япония (Oricon)                     | 17             |

| Хит-парад (1983)               | Позиция |
| ------------------------------ | ------- |
| Австралия (Kent Music Report)  | 9       |
| Великобритания (Gallup Poll)   | 8       |
| Италия (FIMI)                  | 6       |
| Канада (RPM Year-End)          | 3       |
| Нидерланды (Buma/Stemra)       | 23      |
| Новая Зеландия (RMNZ)          | 8       |
| США (Billboard Top Pop Albums) | 3       |

| Хит-парад (1984)               | Позиция |
| ------------------------------ | ------- |
| Австралия (Kent Music Report)  | 52      |
| Канада (RPM Year-End)          | 26      |
| Новая Зеландия (RMNZ)          | 43      |
| США (Billboard Top Pop Albums) | 8       |

## Сертификации и продажи
| Регион | Сертификация  | Продажи    |
| --- | ------------- | ---------- |
| Великобритания (BPI) | Платиновый    | 300 000^   |
| Германия (BVMI) | Золотой       | 250 000^   |
| Гонконг (IFPI Hong Kong)                                                                                                 | Золотой       | 10 000*    |
| Италия (AFI) | Платиновый    | 500 000    |
| Канада (Music Canada) | Платиновый    | 800 000    |
| Нидерланды (NVPI) | Золотой       | 50 000^    |
| Новая Зеландия (RMNZ) | Платиновый    | 15 000^    |
| США (RIAA) | 8× Платиновый | 8 000 000^ |
| Франция (SNEP) | Платиновый    | 400 000*   |
| Югославия | —             | 85 000     |
| Япония | —             | 175 000    |
| * Данные о продажах приведены только на основе сертификации. ^ Данные о тиражах приведены только на основе сертификации. |               |            |

## Награды «Грэмми»
| Лучшая песня года                                  | «Every Breath You Take» |
| Лучшее вокальное поп-исполнение дуэтом или группой | «Every Breath You Take» |
| Лучшее вокальное рок-исполнение дуэтом или группой | Synchronicity           |
| Номинация                                          |                         |
| Лучший альбом года                                 | Synchronicity           |
| Лучшую запись года                                 | «Every Breath You Take» |